# Action learning
Action Learning je učebním procesem, ve kterém je využíváno řešení reálných problémů studentů k rozšiřování jejich znalostí.
Zakladatelem myšlenky action learningu byl Reginald Revans, který se zabýval vyučováním v prostředí uhelné těžby a následně v prostředí nemocničním. Na obou místech se setkal s tím, že klasický přístup k výuce a instruktáži byl naprosto nevhodný a neplnil svou úlohu. Zjistil, že výuka je efektivnější, pokud jsou k prohlubování znalostí motivováni řešením vlastních problému. Jeho přístup ukazuje jeho citát: „Lidé si musí být vědomi svého nedostatku vhodných znalostí a musí být připraveni prozkoumávat svou ignoranci správnými otázkami s pomocí jiných lidí v podobné situaci.“
Revans svoji myšlenku zformuloval do vzorce
```
L = P + Q
```

Kde L je učení, P je klasická (programovaná) znalost a Q je dotazování pro porozumění.

## Současné využití
V zahraničíkde? je action learning využíván především pokud má mít studium přínos nejen pro studenta. Tedy především v oblasti postgraduálního studia, kdy firma zaplatí zaměstnanci kurz a zaměstnanec již během studia řeší pod vedením lektora problémy svého podniku.[zdroj?] V současnostikdy? se action learning v ČR příliš neuplatňuje, protože je stále preferovaný akademický způsob studia. [zdroj?]